# VF Corporation
VF Corporation is een Amerikaans kledingbedrijf. 
Het begon in 1899 als een producent van handschoenen in Pennsylvania en breidde vervolgens uit naar ondergoed. In 1969 verwierf het bedrijf het huidige Lee Jeans en in 1986 kwam daar Blue Bell Inc, de eigenaar van merken als Wrangler en JanSport, bij. Het bedrijf beschikt over meer dan 30 merken, die als dochterondernemingen opereren, en is genoteerd op de New York Stock Exchange. De hoofdzetel is in Greensboro (North Carolina).

## Merken (selectie)
- Dickies
- Eagle Creek
- Eastpak
- Icebreaker
- JanSport
- Kipling
- Napapijri
- Smartwool
- Supreme
- The North Face
- Timberland
- Vans